# Samer Sarar
Samer-Amer Sarar (* 18. September 2006) ist ein deutscher Fußballspieler.

## Verein
Sarar spielte bis Juli 2024 in der Jugendabteilung des VfB Waltrop, ehe er sich der U19 von Alemannia Aachen anschloss. Hier lief er zunächst in der U19-DFB-Nachwuchsliga auf. Am 26. Spieltag der Saison 2024/25 debütierte er für die Profis in der 3. Liga. Bei dieser 1:2-Niederlage gegen den SV Waldhof Mannheim kam Sarar in der Schlussphase für Gianluca Gaudino aufs Feld.
Zur Saison 2025/26 wechselte Sarar zum Oberligisten ASC 09 Dortmund.